# メイン・ストリート (ジブラルタル)

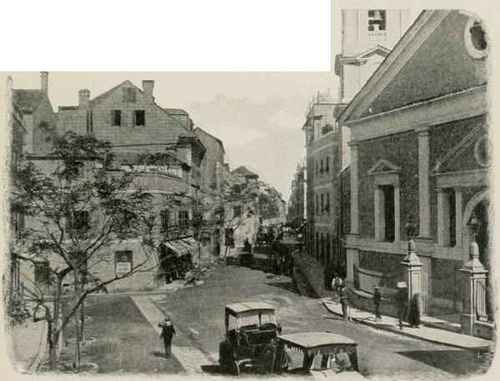
1900年代はじめにセント・マリー・ザ・クラウンズ教会のすぐ外で撮影されたメイン・ストリートの写真

メイン・ストリート（英語: Main Street、スペイン語: Calle Real）は、イギリスの海外領土であるジブラルタル市街の主要道路。

## 詳細
メイン・ストリートはジブラルタルの主となる商業地域である。道は南北に延び、歩行者天国の旧市街を通り、立ち並ぶ建物はジェノヴァ様式、ポルトガル様式、アンダルシア様式、ムーア様式、イギリス摂政時代様式が混在しており、殆どの建物は一階が商店に、二階から上が住居か事務所になっている。観光客は、イギリスの町の本通りによくあるような、様々な種類の商店をここで目にすることができるだろう。またジブラルタルは自由港であるため、電化製品、時計、貴金属、香水、酒、煙草などを免税価格で販売する店舗もメイン・ストリートには見られる。
「アイリッシュ・タウン」はメイン・ストリートの一部で、19世紀はじめにジブラルタルがいくつかの区域に分割された際に名付けられた。
ジブラルタル市街の中心部は、ジブラルタル遺産トラストによって広範囲にわたり保護されており、継続的な建築物保護プログラムの一部に組み込まれている。

## グランド・ケースメーツ・スクエア
グランド・ケースメーツ・スクエアはメイン・ストリートの北端にあり、かつて公開処刑は主にここで行なわれた。今はジブラルタルのナイトライフの中心地であり、多くのレストラン、パブ、バーが軒を連ねている。

## 著名な建物
- セント・マリー・ザ・クラウンズ教会
- ホーリー・トリニティ教会
- ザ・カンヴェント（総督公邸）